# Усть-Цильма (сельское поселение)
Усть-Цильма — административно-территориальная единица (административная территория село с подчинённой ему территорией) и муниципальное образование (сельское поселение с полным официальным наименованием муниципальное образование сельского поселения «Усть-Цильма») в составе муниципального района Усть-Цилемского в Республике Коми Российской Федерации.
Административный центр — село Усть-Цильма.

## История
Статус и границы административной территории установлены Законом Республики Коми от 6 марта 2006 года № 13-РЗ «Об административно-территориальном устройстве Республики Коми».
Статус и границы сельского поселения установлены Законом Республики Коми от 5 марта 2005 года № 11-РЗ «О территориальной организации местного самоуправления в Республике Коми».

## Население
| 2010  | 2011  | 2012  | 2013  | 2014  | 2015  | 2016  |
| ----- | ----- | ----- | ----- | ----- | ----- | ----- |
| 5376  | ↘5340 | ↘5263 | ↘5140 | ↘5084 | ↘5064 | ↘5049 |
| 2017  | 2018  | 2019  | 2020  | 2021  |       |       |
| ↘4977 | ↘4932 | ↘4873 | ↗4880 | ↘4686 |       |       |

## Состав
Состав административной территории и сельского поселения:
| № | Населённый пункт | Тип населённого пункта       | Население |
| - | ---------------- | ---------------------------- | --------- |
| 1 | Бор              | деревня                      | 15        |
| 2 | Высокая Гора     | деревня                      | 0         |
| 3 | Сергеево-Щелья   | деревня                      | 310       |
| 4 | Синегорье        | посёлок                      | ↘174      |
| 5 | Усть-Цильма      | село, административный центр | ↘4331     |